# سدويكش
سدويكش قرية بجزيرة جربة بالجنوب التونسي. تقع في معتمدية جربة ميدون، إحدى معتمديات جزيرة جربة الثلاثة.

### مواضيع ذات علاقة
- جربة.
- معتمدية جربة ميدون.
- حومة السوق.
- ميدون.

### وصلات خارجية
- قبيلة سدويكش البربرية، في كتاب تاريخ ابن خلدون.